# Paul Lendvai
Paul Lendvai (született Lendvai Pál, Budapest, 1929. augusztus 24. –) magyar származású osztrák újságíró, televíziós műsorvezető.

## Élete
Zsidó családban, Lendvai Andor (1890–1961) ügyvéd és erdélyi származású Polácsek Edit gyermekeként született. A Vörösmarty Mihály Gimnáziumba járt, amikor 15 éves korában letartóztatták, de megszökött a deportálás elől. A vészkorszakot a svájci nagykövetség által kibocsátott menleveleknek köszönhetően élte túl családjával.  A világháború után jogot tanult 1947-től és először a Szociáldemokrata Párt ifjúsági szervezeténél kezdett dolgozni, majd másfél év után kiiratkozott az egyetemről. Később gyakornokként írt a szociáldemokrata újságba. A sztálini rendszer idején a Szabad Nép újságírója; 1951 novemberétől a Belső Karhatalomnál (ÁVH) végzett tényleges fegyveres szolgálatot és agitációs-propagandista munkát, 1951-től határőri feladatokat látott el Szombathelyen, majd 1952-től Budapesten az ÁVH kiképző laktanyájában különleges politikai beosztásba került. 1953-ban őrizetbe vették, 1953-ban nyolc hónapra börtönbe zárták és három évre eltiltották a szakmájától.
Mihancsik Zsófiával közösen készített önéletrajzi interjúkötetben arról vall, „túl jó kádernek tartottak, ezért belső karhatalomhoz soroztak be”, „Szombathelyen aztán az első pillanattól kezdve arra használtak, hogy előadásokat, fejtágítókat, politikai képzéseket szervezzek és írjak. Úgyhogy én az egység pártbizottságán dolgoztam, de közkatona voltam mindvégig. Aztán áthelyeztek minket Veszprémbe, majd késő ősszel Budapestre, V(ajda). P(étert).-t [Vajda Péter, 1952-ben ÁVH-s tiszt, 1953-ban Lendvai Pál feljelentője, majd 2006-ban a Nemzetbiztonsági Hovatal sajtófőnöke] is, engem is, a belső karhatalom agitprop osztályára. Politikai brosúrákat szerkesztettem, de akkor már írhattam jegyzeteket a Magyar Rádiónak is”
Apja 1953-ban levelet írt „CZAKÓ KÁLMÁN ELVTÁRSHOZ, a Magyar Népköztársaság LEGFŐBB ÜGYÉSZÉHEZ”, azzal a kéréssel, hogy vizsgálja felül a fia ügyét. A levélben bőven sorolja fia érdemeit: „Fiam 1951. nov. 2-án vonult be mint tényleges katona a »határvadászokhoz«”, „1952 őszén Bpestre került az ÁVÉH [így!] Hős utcai /Szamuelly/ laktanyába, ahol parancsnoka OROSZY őrnagy elvtárs különleges politikai beosztásba tette” [Az ÁVH IV/A. Osztályát (Politikai Osztályát) 1952-ben Oroszi György áv. százados vezette], „Fiam újságíró, aki a MAGYAR TÁVIRATI IRODA turnusvezető szerkesztője volt fenti bevonulásáig. Mint aktív katona sem tette le a tollat, a HAZÁÉRT című ÁVÉH lap belső munkatársa volt, ezalatt írta és jelent meg: a SZABAD FÖLD téli esték füzetei sorozatában a 3. számú brosúrája: Tito a magyar nép ellensége cím alatt. Majd 1952. nov. havában a Művelt Nép Könyvkiadó kiadásában Földrajzi Kiskönyvtár 2. alatt EGYIPTOM-ról írott könyve. Mióta ismét Bpesten tartózkodott állandó munkatársa volt a SZABAD NÉP-nek, kizárólag külpolitikai cikkeket írt – így 1953. január 14-i számban »A monopoltőkések kormánya« című cikke saját névaláírásával, majd az 1953. január 18-i számban névtelenül »A békés és szabad országok elleni aknamunka amerikai szervezői« címmel. Még 1953. január 23-án este 8-kor a Kossuth Rádióban az ő külpolitikai kommentárját olvasták fel.”, „Lendvai Pál meggyőződéses kommunista, szívvel-lélekkel dolgozott a népi demokrácia érdekeiért és sikereiért, határozott meggyőződésem, hogy őt semmiféle bűn nem terhelheti, ő gyanúsított nem lehet, még gondolatban sem vétett szilárd és tántoríthatatlan hite ellen.”
Többek között 1951-ben írt egy cikket „A Tito-banda az új háború ki robbantásának szolgálatában” címmel a Társadalmi Szemle egyik számába .
Az 1956-os forradalom után, a kommunista rendszer elől Ausztriába menekült: 1957-ben hivatalos útra küldték Lengyelországba, onnan Prágán keresztül Bécsbe disszidált. Újságírói pályafutása Bécsben bontakozott ki teljesen: az egyik legjelentősebb kelet-európai elemzővé vált. 1959-ben megkapta az osztrák állampolgárságot.
1957 és 1982 között a Die Presse újságnál dolgozott. 1960-tól 1982-ig a Financial Timesban is jelentek meg cikkei.
1973-tól az Europäische Rundschau negyedévente megjelenő újság főszerkesztője. 1982–1987 között az ORF kelet-európai szerkesztőségének főszerkesztője volt. 1987-től 1998-ig a Radio Österreich International igazgatója volt.
A 21. század elején az ORF televízió Europastudio című beszélgetőműsorát vezeti, Délkelet- és Kelet-Európa szakértőként, ahol újságírókkal és politikai elemzőkkel beszélget. 2003-tól a Der Standard osztrák napilap politikai elemzője volt.
2012-ben megalapította a Paul Lendvai-díjat azon magyar újságírók számára, akik magyar nyelven, a magyar nyomtatott és internetes sajtóban megjelent kiemelkedő politikai-közéleti-társadalmi témájú cikkeikkel azt kiérdemlik.
Orbán Viktor egyik életrajzírója, aki Orbán, Európa új erős embere című művével 2018-ban európai könyvdíjat nyert. Orbánt populista, autokrata személyként jellemezte, akinek a hatalmát az igazságszolgáltatás és a magyar média széles körű ellenőrzése biztosítja. 2020-ban a német Michael Wech rendezésében megjelent "Hallo Diktátor" – Orbán, az EU és a jogállamiság című dokumentumfilmben politikai elemzőként nyilatkozott.
2022. április 26-án az életművéért "élő legendaként" kapta a Concordia-díjat az osztrák parlamentben. A Concordia egy osztrák újságírói díj, amelyet 1998 óta évente ítélnek oda, az emberi jogok, a demokrácia és különösen az információ- és sajtószabadság területén dolgozó, kiemelkedő újságíróknak.

## Írásai
- Der rote Balkan. Zwischen Nationalismus und Kommunismus. Fischer, Frankfurt am Main, 1969
- Antisemitismus ohne Juden. Europaverlag, Wien, 1972, ISBN 3-203-50417-0
- Kreisky. Portrait eines Staatsmannes. Zsolnay/Econ, Wien/Hamburg/Düsseldorf, 1972, ISBN 3-430-17808-8
- Die Grenzen des Wandels. Spielarten des Kommunismus im Donauraum. Europaverlag, Wien, 1977, ISBN 3-203-50611-4
- Der Medienkrieg. Wie kommunistische Regierungen mit Nachrichten Politik machen. Ullstein, Frankfurt am Main, 1980, ISBN 3-548-34515-8
- Religionsfreiheit und Menschenrechte. Bilanz und Aussicht. Styria, Graz, 1983, ISBN 3-222-11476-5
- Das einsame Albanien. Reportage aus dem Land der Skipetaren. Edition Interfrom, Zürich, 1985, ISBN 3-7201-5177-8
- Das eigenwillige Ungarn. Von Kádár zu Grosz. Edition Interfrom, Zürich, 1986, ISBN 3-7201-5195-6
- Zwischen Hoffnung und Ernüchterung. Reflexionen zum Wandel in Osteuropa. Jugend und Volk, Wien, 1994, ISBN 3-224-16577-4
- Auf schwarzen Listen. Erlebnisse eines Mitteleuropäers. Hoffmann und Campe, Hamburg, 1996, ISBN 3-455-11077-0
- Die Ungarn. Ein Jahrtausend Sieger in Niederlagen. Bertelsmann, München, 1999, ISBN 3-570-00218-7, als TB: Goldmann, München, 2001, ISBN 3-442-15122-8
- Reflexionen eines kritischen Europäers. Kremayr und Scheriau, Wien, 2005, ISBN 3-218-00758-5
- Der Ungarnaufstand 1956. Eine Revolution und ihre Folgen. Bertelsmann, München, 2006, ISBN 3-570-00579-8
- Mein Österreich. 50 Jahre hinter den Kulissen der Macht. Ecowin, Salzburg, 2007, ISBN 3-902404-46-9
- Best of Paul Lendvai. Begegnungen, Erinnerungen, Einsichten. Ecowin, Salzburg, 2008, ISBN 978-3-902404-66-4
- Als der Eiserne Vorhang fiel. Texte aus dem „Wiener Journal“ und der „Europäischen Rundschau“ aus dem annus mirabilis 1989. Herausgegeben mit Rudolf Bretschneider, Einleitung von Michael Spindelegger, Edition Atelier, Wien, 2009, ISBN 978-3-902498-26-7
- Mein verspieltes Land. Ungarn im Umbruch. Ecowin, Salzburg, 2010, ISBN 978-3-902404-94-7
- Leben eines Grenzgängers. Erinnerungen. Aufzeichnungen im Gespräch mit Zsófia Mihancsik. Kremayr & Scheriau, Wien, 2013, ISBN 978-3-218-00864-8
- Orbans Ungarn. Kremayr & Scheriau, Wien, 2016, ISBN 978-3-218-01038-2

Magyarul Új honfoglalás címen jelent meg 2016-ban
- Orbán: Hungary's Strongman. Oxford University Press, 2018, ISBN 978-0-1908-7486-5
- Die verspielte Welt. Begegnungen und Erinnerungen. Ecowin, Salzburg 2019, ISBN 978-3-7110-0159-7

## Magyarul megjelent művei
- Titó a magyar nép ellensége; Szikra Ny., Bp., 1951 (Szabad Föld téli esték füzetei)
- Egyiptom; Művelt Nép, Bp., 1952 (Földrajzi kiskönyvtár)
- Görögország; Művelt Nép, Bp., 1954 (Földrajzi kiskönyvtár)
- Franciaország válaszúton; Egyetemi Ny., Bp., 1956 (Mi van a nagyvilágban? Az Országos Béketanács külpolitikai füzetei)
- Magyarország kívülről, avagy A túlélés művészete; ford. Bárány Anzeln; Láng, Bp., 1990
- Honnan – hová? Gondolatok a közép- és kelet-európai változásokról; ford. Glavina Zsuzsa; Pesti Szalon, Bp., 1995
- Feketelistákon. Egy közép-európai élményei; ford. Glavina Zsuzsa, Mohi Zsolt; Pesti Szalon, Bp., 1997
  - (Határátlépés. Az Üllői útról a nagyvilágba címen is)
- Magyarok. Kudarcok győztesei; ford. Dunai Andrea; Helikon, Bp., 2001
- Határátlépés. Az Üllői útról a nagyvilágba; ford. Glavina Zsuzsa, Mohi Zsolt; 2. bőv., átdolg. kiad.; Helikon, Bp., 2002
  - (Feketelistákon. Egy közép-európai élményei címen is)
- A világ egy kritikus európai szemével; ford. Laczházi Gyula, Glavina Zsuzsa; Napvilág, Bp., 2005
- Forradalomról tabuk nélkül, 1956; ford. Pruzsinszky Sándor; Napvilág, Bp., 2006
- Az osztrák titok. 50 év a hatalom kulisszái mögött; ford. Pruzsinszky Sándor; Sanoma, Bp., 2008
- Magyarok. Győzelmek és kudarcok; ford. Dunai Andrea; 3. átdolg., bőv. kiad.; Kossuth, Bp., 2009
- Az eltékozolt ország; ford. Liebentritt Katalin; Noran Libro, Bp., 2011
- Három élet. Beszélgetés Mihancsik Zsófiával; Kossuth, Bp., 2012
- Magyarok. Győzelmek és kudarcok; ford. Dunai Andrea; 4. bőv. kiad.; Kossuth, Bp., 2012
- Új honfoglalás; ford. Nádori Lídia; Noran Libro, Bp., 2016
- Magyarok. A kezdetektől napjainkig; ford. Dunai Andrea; 5. bőv. kiad.; Kossuth, Bp., 2017
- Törékeny Európa; ford. Nádori Lídia; Noran Libro, Bp., 2019
- Ausztria álarc nélkül. Kritikus látlelet a korszakhatáron; ford. Nádori Lídia; Corvina, Bp., 2023

## Díjai
- Renner-díj (1974)
- Bruno Kreisky-díj (1994)
- A Magyar Köztársasági Érdemrend középkeresztje (1996)
- Corvinus-díj (2001)
- A Magyar Köztársasági Érdemrend középkeresztje a csillaggal (2003)[26]
- Tolerancia-díj (2008)
- Concordia-díj (2022)